# Jason Marshall (Musiker)
Jason W. Marshall (* 20. April 1983) ist ein US-amerikanischer Jazzmusiker (Baritonsaxophon) des Modern Jazz.

## Leben und Wirken
Marshall zog 2003 nach New York und hatte Unterricht bei Hamiet Bluiett, Ronnie Cuber und Gary Smulyan. Er arbeitete seitdem mit Derrick Gardner & The Jazz Prophets, Delfeayo Marsalis, Joris Teepe sowie in Bigbands und Ensembles wie der Charles Tolliver Big Band, dem Dr. Lonnie Smith Octet, Roy Hargrove Big Band und in der Craig Bailey-Tim Armacost Brooklyn Big Band. Ende 2006 nahm er im Eigenverlag sein Debütalbum auf, Overt Negritude, an dem u. a. Jared Gold, Tom Guarna, Jerome Jennings sowie Elliot Mason, Saunders Sermons, Vincent Gardner als Gastsolisten mitwirkten. Mit Abdullah Ibrahim & Ekaya tourte er auch in Deutschland.
In den 2010er-Jahren spielte Marshall u. a. bei Arturo O’Farrill & The Afro-Latin Jazz Orchestra, mit Andy Hunter (Think Like a Mountain), in der Oliver Lake Big Band, Irvin Mayfield & The New Orleans Jazz Playhouse Review, 2019 in der Mingus Big Band und in der Mike LeDonne's Big Band. Im Bereich des Jazz war er laut Tom Lord zwischen 2006 und 2020 an 26 Aufnahmesessions beteiligt, u. a. auch bei Hilary Gardner (The Great City), im Michael Leonhart Orchestra (The Painted Lady Suite) und Dr. Lonnie Smiths Breathe (2021). Marshall unterrichtete im Programm für Jazz-Studien an der University of New Orleans.
Zu seinen Einflüssen zählt Marshall Leo Parker, Nick Brignola und Bruce Johnstone.